# Fluxus
Fluxus este o mișcare artistică cu caracter internațional, apărută în anii '60 și '70 ai secolului al XX-lea, interesând în primul rând artele vizuale, dar și muzica și literatura. Mișcarea urmărea, după excesele subiective ale abstracției lirice, o reinserție în real, pe baza unor modalități și procedee analitice alternative. Termenul "fluxus" apare pentru prima dată în 1961, într-un text prin care George Maciunas, proprietar al Galeriei A/G din New York, invita la una din manifestațiile de avangardă ce aveau loc în galeria sa. O dată lansat, conceptul de fluxus ordonează și solidarizează o serie de căutări diverse în domeniul artelor vizuale, în teatru, muzică, film, literatură, arhitectură etc., cu ecouri în statutul creației artistice.

## Istoric

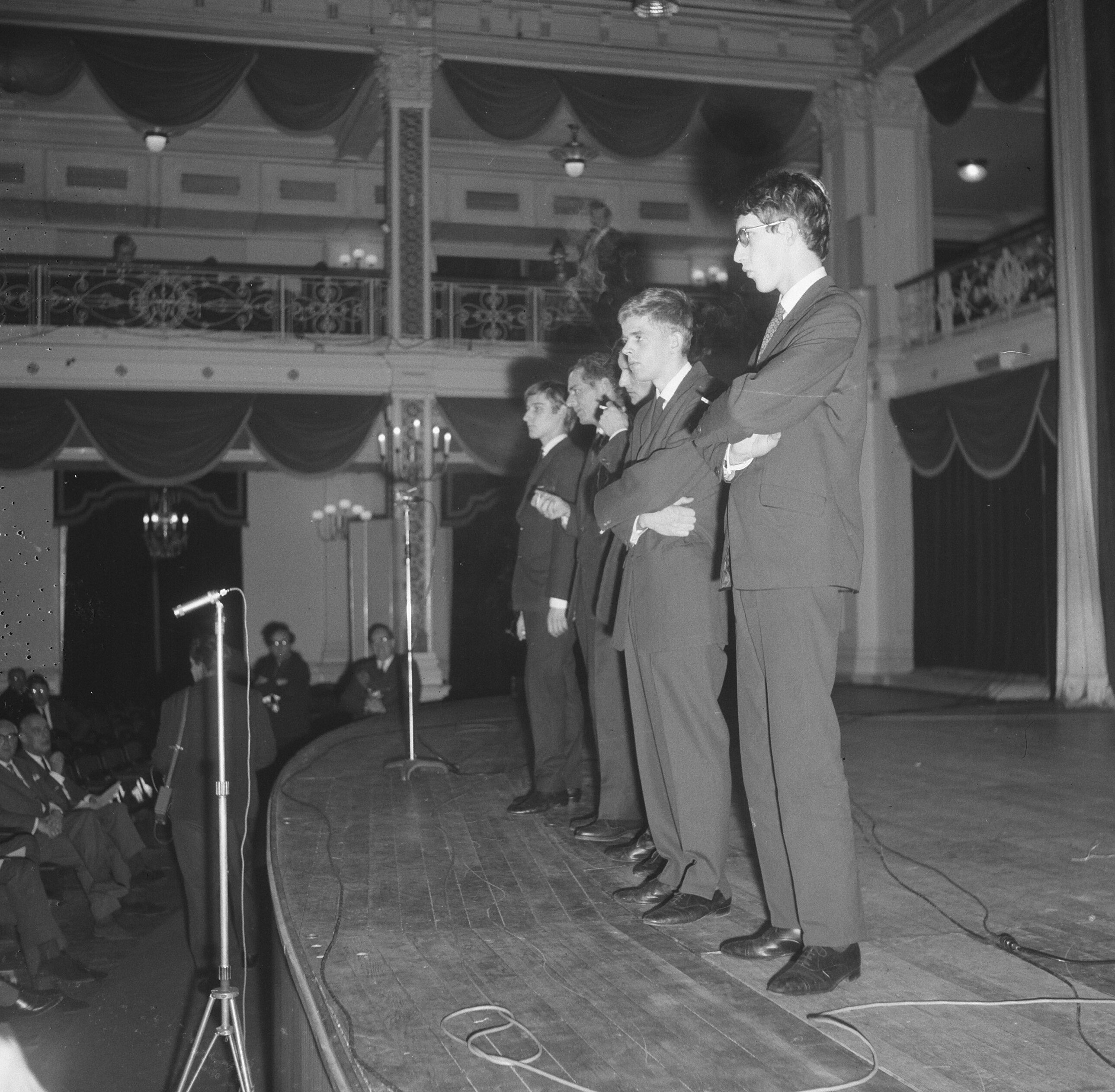
Concert susținut de un grup Fluxus în Olanda (1964).

„Fluxus” este în strânsă legătură cu Happening, ca formă de artă acționistă, având tendința revelației trecerii nemijlocite între  artă și viață, respectiv unității între artă și viață. Sub acest semn se adună manifestări diverse: tendințe neo-dadaiste în Statele Unite, unde Robert Motherwell editează lucrarea The Dada Painters and Poets; la Düsseldorf se deschide expoziția Dada, Dokumente einer Bewegung; la Londra apare Independent Group, în cadrul căruia se vor pune bazele artei pop; la Paris, Pierre Restagny înființează Le Nouveau Realisme; John Cage propune o muzică aleatorie și interacțiunea între diverse ramuri artistice.
În 1962, în Germania, Maciunas organizează un „Tour Fluxus”, la Londra în același an, Daniel Spoerri inițiază „The Festival of Misfits”. În 1963, artiștii care evoluează sub sigla Fluxus îl întâlnesc la Düsseldorf pe Joseph Beuys, în care recunosc un precursor și un maestru.
Arta promovată de Fluxus repune în discuție relația dintre arta elitelor și arta populară, urmărind restabilirea comunicării în condițiile mutațiilor pe care le înregistreză noile evoluții ale civilizației. Avem de-a face cu o stare de spirit, cu un program, cu o structură conceptuală pe care și-o asumă artiști cu profiluri și viziuni diverse. Numitorul comun este asigurat de disponibilitatea pentru vis și joc, de capacitatea de a crede în prospețimea și caracterul inepuizabil al realității.

## Artiști asociați cu mișcareaFluxus
- Joseph Beuys
- Mary Bauermeister
- George Brecht
- John Cage
- Robert Filliou
- Ray Johnson
- Alison Knowles
- Arthur Köpke
- György Ligeti
- George Maciunas
- Yoko Ono
- Daniel Spoerri
- Ben Vautier
- Wolf Vostell
- Emmett Williams